# Cité linéaire
 (avril 2017).
Si vous disposez d'ouvrages ou d'articles de référence ou si vous connaissez des sites web de qualité traitant du thème abordé ici, merci de compléter l'article en donnant les références utiles à sa vérifiabilité et en les liant à la section « Notes et références ».

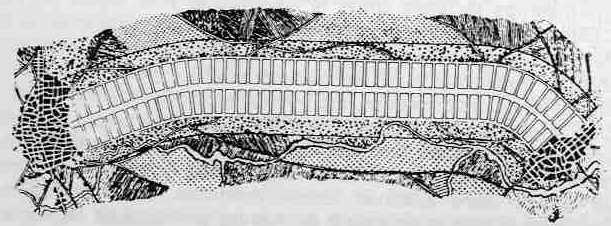
Projet de ville linéaire d'Arturo Soria.

La cité linéaire est une forme d'urbanisme constitué par une ville s'étendant en longueur autour d'un axe central. Elle est imaginée à la fin du XIXe siècle par l'urbaniste espagnol Arturo Soria et développée par l'architecte soviétique Nikolaï Milioutine dans les années 1920.

## Arturo Soria
Quand Arturo Soria (1844-1920) conçoit sa cité utopique linéaire, en 1882, c’est le résultat d’une recherche importante qu'il poursuit depuis longtemps. En effet, il reçoit une formation technique à l’École du cadastre puis fait un passage dans les bureaux de statistique de la Compagnie espagnole des chemins de fer. Cet enseignement le pousse à se questionner sur la ville et sur les modes de déplacements. Il s’intéresse à la croissance des êtres vivants qu’il rapproche de celle des organismes urbains et sur le rapport organique entre la forme urbaine et les modes de déplacement.

## La Cité linéaire
Sa cité linéaire intervient dans un contexte de débat sur la densité et sur la mixité fonctionnelle urbaine. Cette cité est une réponse un peu extrême mais qui tend à résoudre de nombreux problèmes : son projet a pour ambition d’harmoniser les zones urbaines et rurales. Le slogan de sa ville sera en effet un moment : « ruraliser la vie urbaine, urbaniser la campagne. » Il crée une ville monodimensionnelle le long d’un boulevard de 500 m de large mais de longueur infinie permettant de relier les centres urbains denses entre eux. Son projet appartient au mouvement urbaniste de la fin du siècle mais surtout au courant culturel espagnol de la « Génération de 98 » en réaction à la crise de la perte des restes de l’empire colonial (Cuba, Porto Rico, les Philippines) et visant à régénérer le pays de l’intérieur. Il propose même à l’état espagnol de systématiser l’application de sa solution urbaine à toutes les villes afin de structurer la croissance urbaine et d’organiser le territoire par un plan de colonisation intérieur.
C’est aussi une question sur le devenir de la ville de Madrid puisqu’il propose son projet pour une boucle autour de la capitale espagnole sur une longueur de 53 km (dont cinq seulement seront construits) avec des connexions avec la vieille ville de façon radioconcentrique. Son projet vient en réponse aux réflexions menées dans toute l'Europe sur les réseaux de transports urbains. Son projet prend place dans le courant des villes hygiénistes puisque la rue principale de sa ville permet la circulation et les transports tels que le chemin de fer et les tramways mais aussi celui des réseaux de téléphone, télégraphe, chauffage urbain, gaz, eau, pneumatique, électricité,… de plus vu la forme urbaine qu’il adopte, il permet de créer une ville de basse densité avec un accès pour tous les groupes sociaux aux qualités environnementales et aux progrès vu l’étroitesse du ruban urbain. Cela place le projet dans une certaine tradition libérale, progressiste et moderniste.
Son organisation horizontale en rupture avec l’organisation verticale de la ville bourgeoise anticipe le modèle des cités-jardins. Il prône la petite propriété pour chacun, garante des intérêts de tous. Dans cette idée de mixité sociale le slogan de sa ville linéaire sera à partir de 1902 « pour chaque famille une maison ; pour chaque maison un potager et un jardin ». Même si les parcelles en première ligne ont une valeur supérieure à celle des rues secondaires parallèles à la rue principale. Son projet est aussi une réponse à la question posée par le congrès national des architectes espagnols sur la concentration des habitations ouvrières. Il dit à ce propos : « riches et pauvres vivront à proximité les uns des autres sans pour autant être attachés à un même escalier et superposés. » et aussi « ni sous-sols, ni greniers, ni agglomération de misère telles que les constructions de bienfaisance moderne les regroupent, pour engendrer de nouvelles misères ». Cette solution urbanistique tente aussi de lutter contre la spéculation et Arturo Soria y Mata envisage même implicitement la municipalité des terrains de sa cité. En effet sa cité prend place hors des zones déjà urbanisées ou en spéculation. Il réorganise l’agglomération en la prenant à revers à partir de sa périphérie et non du centre. De plus il annule la question de la limite urbaine puisque sa ville peut être continuée indéfiniment sans créer de concentration excessive.

## Faiblesses du projet
Par contre, son modèle confronte directement la parcelle habitée à l’immensité de sa métropole et il ne crée pas d’échelle urbaine intermédiaire. Tout au plus ses îlots pourraient se regrouper en quartier, mais vu qu’il refuse de séparer la production de l’habitation ouvrière et de la ville dans son ensemble, il crée une ville sans centre nerveux, et les quelques kilomètres qu’il construira de sa cité seront réputés tristes et déserts malgré l’implantation d’un théâtre et d’un restaurant.
Sa ville propose des îlots de 300 m par 200 m qui sont divisés en parcelles de 400 m2 qui peuvent en effet accueillir tout type d’usage autant industriel que de logement. De plus, il propose un usage du chemin de fer par les usagers le jour et par les marchandises la nuit. Il crée donc une grande mixité mais qui ne permet pas vraiment de rassemblement ce qui a frappé les esprits de l’époque du fait d’être confronté au pas de sa porte à une ville de longueur infinie.
Son ruban urbain qui était une alternative au quadrillage du XIXe siècle devait permettre d’étaler une centralité urbaine dont l’élément fort était le transport collectif (Arturo Soria y Mata était d’abord entrepreneur en transports urbains) sans la disloquer ; en cela il a échoué.
De plus dans sa concrétisation, pour des raisons économiques, son boulevard ne fait que 40 m de large, s'étant heurté à la spéculation foncière qu’il dénonçait. Pour des raisons économiques et techniques sa ville ne propose pas de système d’égouts mais chaque parcelle dispose d’une fosse septique ce qui sera la cause de sa rupture avec le courant hygiéniste. L’éclairage électrique des rues n’est arrivé que dans les années 1920 ce qui fut un regret pour les promoteurs qui croyaient à son animation nuit et jour.
Peu à peu cette cité s’est affirmée comme un nouveau quartier des classes moyennes, avec aussi un usage saisonnier que son concepteur était loin d’avoir imaginé. Aujourd’hui son quartier est devenu un quartier très cher de la périphérie madrilène.

## Apports du projet
Son quartier a quand même innové par exemple en mettant sur pied la fête de l’arbre qui s’est maintenant généralisée à toute la ville pour devenir un moment original de la célébration de la ville-parc. Le centre culturel et l’esthétique de ses bâtiments et du mobilier urbain en fait aujourd’hui un quartier à forte personnalité. Les différences entre son modèle et la cité qu’il a construite sont donc nombreuses mais cela prouve aussi les grandes possibilités d’adaptations de son modèle.

## Projets similaires
- En 1910, Edgar Chambless publie à New York un ouvrage nommé Roadtown, dans lequel il présente son projet de cité linéaire du même nom[1].
- En 1965, les architectes américains Michael Graves et Peter Eisenman envisagent un projet nommé Linear city (en) reliant New Brunswick à Trenton, dans le New Jersey[2].
- En 1995, l'architecte Gilles Gauthier, basé à Montréal (Canada) propose un autre projet baptisé Linear City[2],[3],[4],[5],[6].
- En 2021, les autorités saoudiennes présentent le projet « The Line », dans le cadre du plan vision 2030[7].